# Invocación

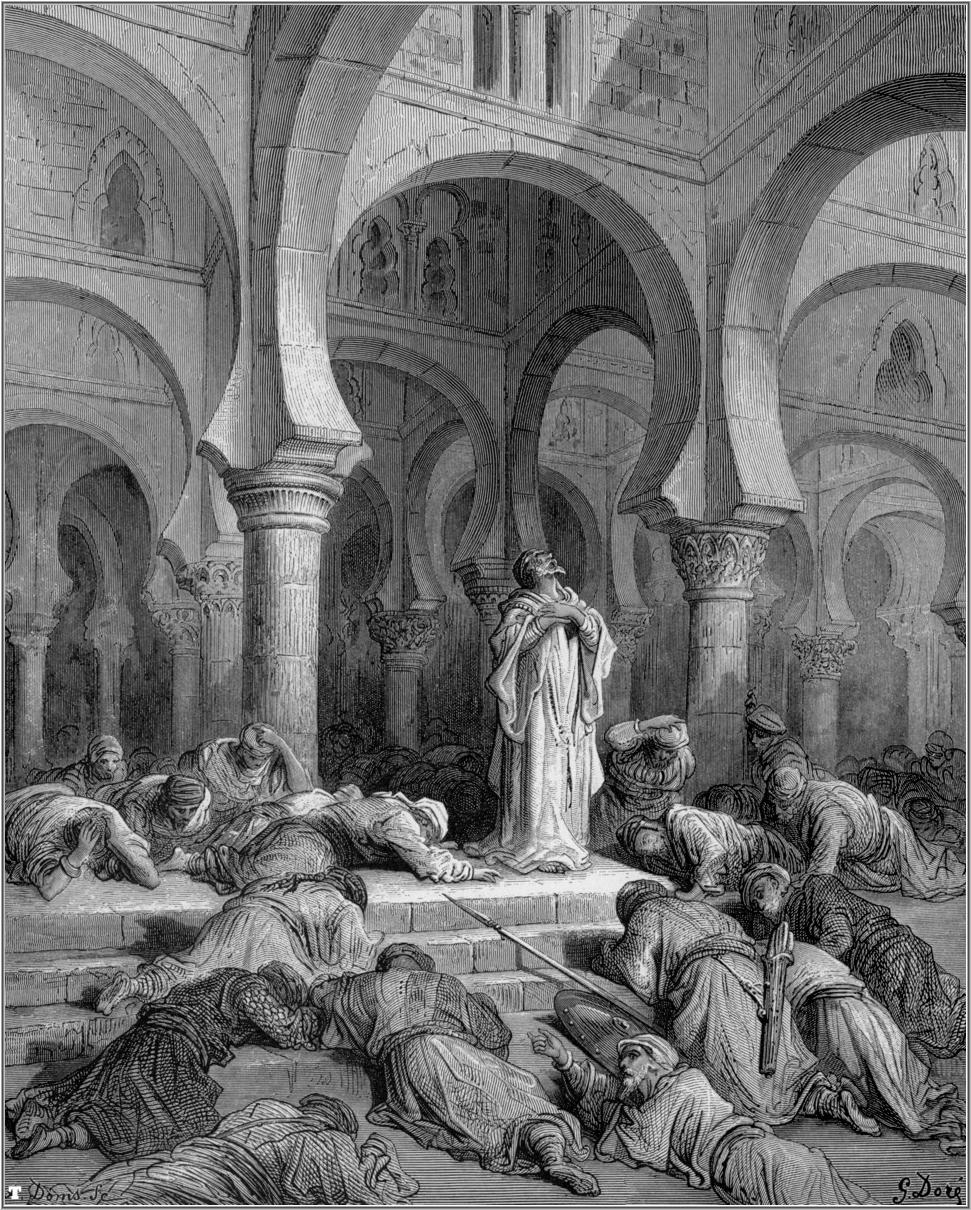
Invocación de Gustavo Doré.

Una invocación (del verbo latino invocare, "invocar", "llamar", "demandar") es una técnica de magia o religión que puede tomar las formas, siguientes, no mutuamente excluyentes: 
- Súplica, oración o hechizo.
- Una forma de posesión espiritual.
- Mandato o conjuro.
- Autoidentificación con ciertos espíritus.
- Documentos puestos bajo la protección divina.

## Súplica u oración
Como súplica u oración implica pedir ayuda a Dios, una divinidad, un santo, ser espiritual, etc. Cuando una persona llama a una entidad sobrenatural para ser escuchado y pedirle algo (protección, un favor, su presencia espiritual en una ceremonia, etc.) o simplemente por necesidades de culto, puede hacerse en forma preestablecida o con las propias palabras o acciones del invocador. En la invocación, las entidades espirituales actúan sin manifestarse, o se manifiestan por medio de sus obras y de su intervención en nuestras vidas. Un ejemplo de texto preestablecido para una invocación sería el Padre nuestro.
En general, todas las religiones utilizan oraciones, liturgias o himnos de invocación, como por ejemplo, los mantras en el hinduismo y el budismo, el Libro de los Muertos de los egipcios, los Himnos órficos y otros muchos textos, que aún se conservan, escritos en caracteres cuneiformes sobre tablillas de arcilla, dirigidas a Shamash, Ishtar y otras deidades.
Una invocación también puede ser una alternativa secular a una oración

## Forma de posesión
La palabra posesión se utiliza aquí en su forma neutra en el sentido de "un estado (potencialmente psicológico) en el que la personalidad normal de un individuo es sustituido por otro". Esto también se conoce a veces como "aspecto". Puede hacerse como medio de comunicación de acercamiento a una deidad o espíritu y, como tal, no tiene por qué ser visto como sinónimo de posesión demoníaca.
En algunas tradiciones religiosas como el paganismo, el chamanismo y la Wicca, una invocación significa sacar un espíritu o fuerza espiritual del propio cuerpo, y se diferencia de la "evocación", que implica pedir a un espíritu o fuerza que se haga presente en un lugar determinado.

## Mandato o conjuro
Algunas personas han realizado invocaciones con el propósito de controlar o conseguir favores de determinados espíritus o deidades. Estas invocaciones suelen implicar un mandato o amenaza contra la entidad invocada.
Existe un ejemplo de una invocación, que se encuentra grabada en escritura cuneiforme en una estatua del demonio asirio Pazuzu. A pesar de que parece constituir una identificación con el demonio, en realidad fue considerado un amuleto protector con el poder de ordenarle no hacer daño a las personas o a sus bienes.

Yo soy Pazuzu, hijo del rey de los espíritus malignos, el que desciende impetuosamente de las montañas y trae las tormentas. Ese es el que soy.

## Autoidentificación con ciertos espíritus
Una invocación puede también referirse a asumir las cualidades del ser invocada, como el encanto de Afrodita o la ferocidad de Kali. En este caso, el ser es llamado literalmente desde dentro de uno mismo (como arquetipo) o en uno mismo (como una fuerza externa), según el sistema de creencias personales del invocador. La principal diferencia entre este tipo de invocación y la de posesión descrita anteriormente es que la primera puede parecer más controlada, con la autoidentificación y la identificación con la deidad mezcladas. En la práctica, las invocaciones pueden mezclar muchas, o la totalidad, de estas categorías. Véase, por ejemplo, este Himno a Astarté de las Canciones de Bilitis, el primero atribuido a un contemporáneo de Safo (pero en realidad escrito por Pierre Louys en la década de 1890):

Madre inagotable e incorruptible, de criaturas, nacida la primera, engendrada por ti misma y por ti misma concebida, resultado único de ti misma y buscando la alegría dentro de ti, ¡Astarte! ¡Oh! ¡Perpetuamente fertilizada , virgen y nodriza de todo lo que es, casta y lasciva, pura y deleitosa, inefable, nocturno, dulce, descanso del fuego, espuma del mar! Tú, que acuerdas las gracias en secreto, tú la que más unes, tú la que más amas, tú la más grande con el furioso deseo de las estirpes multiplicadas de bestias salvajes y la más emparejada en los sexos. ¡Oh, irresistible Astarté! oyeme , tómame, poseeme, ¡Oh, Luna! ¡y trece veces al año sacan de mi vientre la dulce libación de mi sangre!

## En diplomática

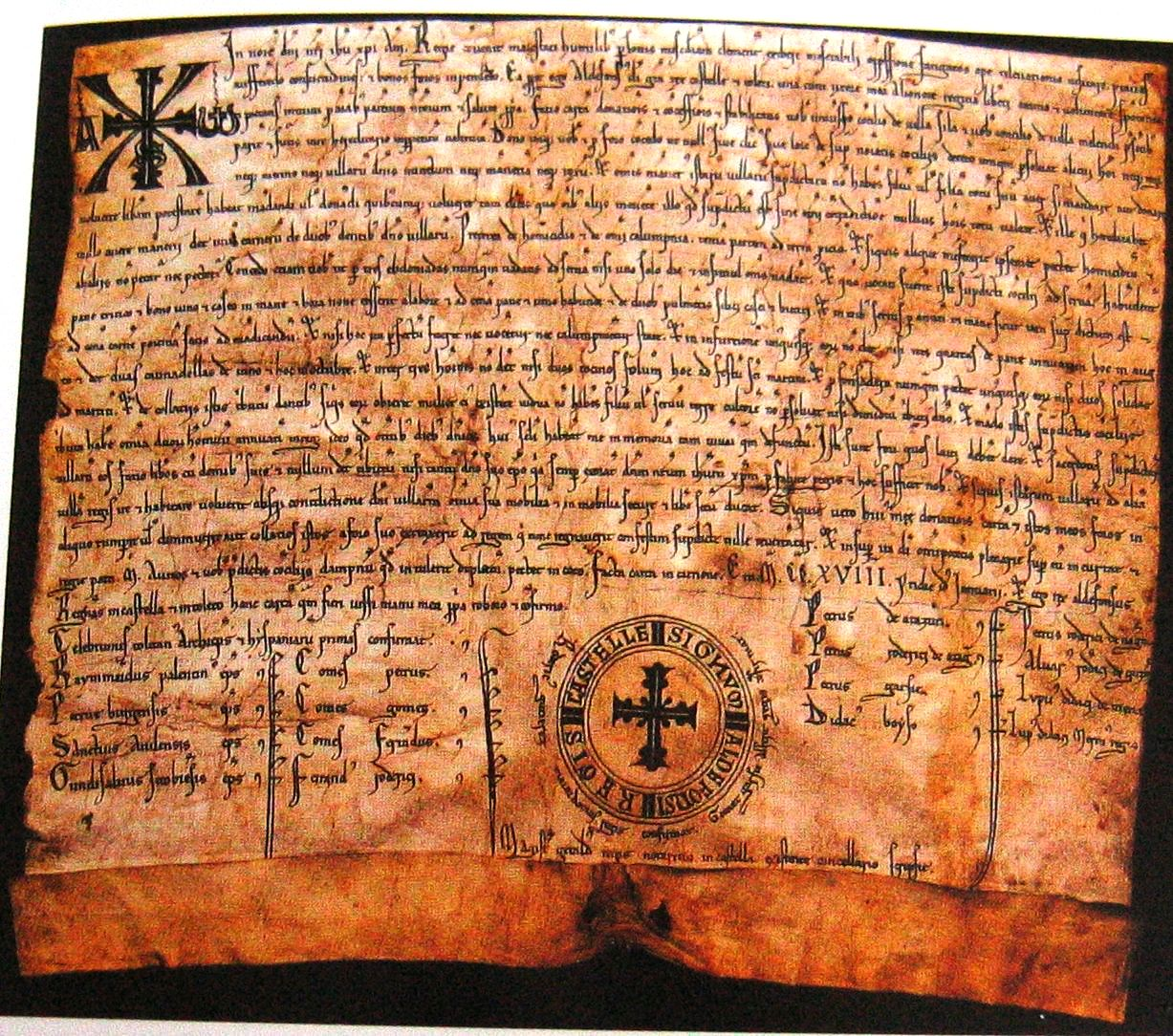
Fuero de Villasila y Villamelendro otorgado por Alfonso VIII en 1180, donde el crismón invocativo aparece en la parte superior izquierda.

En diplomática, una invocación es una fórmula inicial del protocolo de un acto jurídico que puede consistir en un símbolo o en una expresión verbal por el que el propio documento se ofrecía a la divinidad.
En la Edad Media sobre todo, el signo podía ser una cruz o un crismón (monograma de Cristo), de diferentes formas y tamaños. En cuanto a la expresión verbal, podía ser del estilo de: "En el nombre de la Santa e Indivisible Trinidad" o "En el nombre de Dios Padre, Hijo y Espíritu Santo, que son tres personas y un Dios."
En documentos, como los privilegios o fueros, por medio de la invocación simbólica del crismón se ofrecían directamente a Cristo y se ponían bajo su protección. Los testamentos medievales empezaban con una invocación religiosa o con una frase referida a la muerte.